# ジャストシステム
株式会社ジャストシステム（英語: JustSystems Corporation）は、東京都新宿区西新宿6丁目8番1号に東京本社（実際の本社機能）、徳島県徳島市川内町平石若松108番地4に徳島本社（登記上の本店）を置くソフトウェア開発会社。通称「ジャスト」。JPX日経インデックス400の構成銘柄の一つ。

## 概要・沿革
浮川和宣・初子夫妻が1979年に創業した。徳島の初子の実家をオフィスに、和宣が営業、初子がエンジニアとして開発にあたった。株式会社化は1981年6月2日。
1983年にPC-100対応日本語ワープロソフト『JS-WORD』を開発したことを契機に日本語ワープロソフトの開発・販売に進出し、1985年には同社の看板製品となる『一太郎』を発売した。
コンピュータ上の日本語処理について研究しており、同社のかな漢字変換ソフトウェアに『ATOK』がある。かな漢字変換ソフトウェアが日本語の規範となるのを見越し、1992年に『ATOK監修委員会』を発足させた。座長は紀田順一郎。
XML関連技術の研究開発にも積極的で、Google、マイクロソフト、Apple、IBM、サン・マイクロシステムズ、ヒューレット・パッカードらとユニコードコンソーシアムに参加していたが、現在は会員ではない（1995-2008）。
浮川和宣は「アプリケーションソフトウェアメーカーはウィンドウシステムを持つべき」との持論を展開した。それによりジャストウィンドウが開発された。ジャストウィンドウは米Windowsが広まる以前に日本でほぼ唯一かつ最も使われたウインドウシステムとなった。MS-DOS用に作られた既存のアプリケーションソフトウェアもジャストウィンドウ専用のものに改められ、さらに他のアプリケーションソフト群も開発し、ジャストウィンドウの拡充を行った。
1995年、ジャストシステム基礎研究所を設立。初代研究所長は苫米地英人。
2003年5月には、Linux向けの一太郎・ATOKを皮切りにデスクトップ製品、サーバ製品を展開することを発表した。2005年1月には「一太郎 for Linux」「ATOK for Linux」を発売している。
2005年、アメリカ西海岸、カリフォルニア州パロアルトにxfy関連技術を扱う「Justsystem U.S. Office」を設立。
2006年6月、英文社名をJustsystem CorporationからJustSystems Corporationに変更。同年9月、新コーポレートシンボル「JUSTSYSTEMS.」を導入する。
2006年10月3日、同年11月17日に総合セキュリティソフトの『Kaspersky Internet Security 6.0』とアンチウイルスソフト『Kaspersky Anti-Virus 6.0』を発売しセキュリティソフト市場に参入すると発表。
2006年3月期に業績は赤字に転落。直接の原因は、XML文書の作成・編集システム『xfy』の販売が不振で、研究開発や欧米の営業拠点への投資が回収できなくなったこと。最終赤字が4期も続き、財務が悪化した。
2009年4月3日、株式会社キーエンスとの資本・業務提携を発表。同年4月20日、キーエンスはジャスト発行済み株式の約44%を保有する筆頭株主になった。またそれに伴い、同年6月には創業者の浮川和宣が会長に、浮川初子が副会長にそれぞれ退き、常務の福良伴昭が社長に昇格する人事を発表した。
2009年10月29日、浮川和宣・初子夫妻がそれぞれ同社の代表取締役会長及び取締役副会長を辞任（その後「株式会社MetaMoJi」を設立）。後述する教育事業の好調などで、2012年以降、4期連続最高益を更新するなど、業績が急回復している。
2013年8月8日より、本社機能を東京に移転。登記上の本店所在地は引き続き徳島。
2014年2月27日より、株式の上場市場をJASDAQから東証1部へ変更した。
2016年2月8日、取締役事業企画部長の関灘恭太郎が、同年3月1日に代表取締役社長に就任する人事を発表。現社長の福良伴昭社長は取締役として残る。
中央官庁のワープロソフトは原則として『Microsoft Word』が用いられており、2021年には農林水産省が一太郎を省内で極力使用しないよう通知し、文科省もWordでの文書提出を求めるなど、官公庁でのシェアは縮小の一途である。「ソフトの互換性の問題から相次ぐ法案の条文ミスの理由」「民間企業とのやり取りで不便が生じ、政府内で『一太郎』の使用を問題視する声が上がっている」とされた。

## 教育事業
過去、ジャストシステムは創業当初から教育施設や官公庁に強みを持っていた（『一太郎』という製品も浮川が学生時代に家庭教師をしていたときの生徒の名前にちなんでいる）。
2001年からは教育事業に参入し注力しており、数多くの教育、学習支援ソフトを開発してきた。その販路とノウハウを生かし、2012年11月より小学生向けタブレット通信教育システム『スマイルゼミ』を発表し、通信教育業界に参入。タブレットを使用した学習システムという斬新さや時代の先見性などにより、会員数は順調に増加。後にベネッセ、学研などの同業他社が追随している。2013年11月には中学生向け講座も発表し、12月に受講開始した。

## 主要な製品とサービス
- ATOK（エイトック）- かな漢字変換ソフトウェア（日本語入力システム）

2007年にグッドデザイン賞を受賞。「ATOK 2017 for Windows」、「ATOK 2017 for Mac」、「ATOK for iOS」、「ATOK for Android」など。
- スマイルゼミ - タブレットで学ぶ幼稚園生 ～ 中学生向け通信教育

「みまもるネット」という機能で我が子の学習状況やその他の連絡事も可能。「イード・アワード2017 子ども英語教材」で小学生部門の優秀賞を獲得。
- JUST Office - 法人向けオフィススイート

「JUST Calc」 - 表計算ソフト。
「JUST Note」 - ワープロソフト。
「JUST Focus」 - プレゼンテーションソフト。
- 一太郎 - 日本語ワープロソフト
- 花子 - グラフィックソフト
- 楽々はがき - はがき作成ソフト
- ラベルマイティ - ラベル作成ソフト
- ホームページ・ビルダー - Webページ作成ソフト
- ジャストスマイル
- ジャストジャンプ
- ジャストクレヨン - 幼稚園、保育園の先生や職員の方が使うソフト
- InternetDisk - オンラインストレージ
- Just Right! - 文章校正支援ツール
- CBES（ConceptBase Enterprise Search）- 企業内検索システム
- GDMS - ファイルサーバ統合管理
- UnitBase
- Actionista!
- JUST DWH
- JUST.SFA
- JUST.DB - ノーコード開発プラットフォーム

### かつて販売していた製品
- 三四郎 - 表計算ソフト
- 五郎 - データベースソフト（現在のJUST Suiteには含まれていない。Justsystem Office、一太郎Officeには含まれていた。）
- 解決!まるっと復元 - ファイル復元ソフト
- 大地 - DTPシステム
- シルエット - グラフィックソフト
- duet - 日英ワープロソフト (小学館プログレッシブ英和中辞典が搭載されていた)
- Office Manager2 - グループウェア
- JOSS - グループウェア
- Concept Search - デスクトップ情報検索ソフト
- Concept Base - 自然言語検索システム
- BeatJam - 音楽ファイルの再生・管理
- MegaVi TV - テレビ番組録画・編集ソフトウエア
- Trustia - テキストマイニングソフト
- Let's talk かたろう - 通信ソフト
- xfy Enterprise Solutions - 統合XMLアプリケーション開発/実行プラットフォーム
- cocoal（ココアル） - フォトブック作成サービス
- ジャストホーム - 家庭用ソフト
- Shuriken - メールソフト

かつてインターネットサービスプロバイダ「JustNet」を運営していたが、2001年9月にソニーコミュニケーションネットワーク株式会社（現・ソニーネットワークコミュニケーションズ、So-net）へ売却し撤退した。また、東京支社には出版部がある。ユーザー向け情報誌『ジャストモアイ』を1989年から12年間発行していたほか、自社製ソフトやコンピュータ関連の解説書、ビジネス書やSF小説などの各種一般書の発行を行っている。

### 一部機能のみ他社からOEM供給を受けている製品
- JUST PDF（『3』以降） - PDF作成・編集・データ変換ソフト（バージョンごとに機能が異なる）
  - 作成 - 自社製
  - 編集Pro（『5』以降） - 自社製
  - 高度編集（『3』から『4』） - 『4』は台湾ZEONCorporation製[注 1]、『3』はニュアンスコミュニケーションズジャパン製
  - 編集プラス（法人向けのみ）[注 2] - 自社製
  - データ変換 - 『4』から『5』はロシアABBYY製の変換エンジンを使用した自社製、『3』はクロスランゲージ製。

### 他社からOEM供給を受けている製品
- 一発翻訳!900万語スペシャルパック 一太郎特別エディション（日本語/英語） - ロゴヴィスタ製
- 一発翻訳!10カ国語ワールドパック 一太郎特別エディション（日本語/英語/フランス語/ドイツ語/イタリア語/スペイン語/ポルトガル語/ロシア語/韓国語/中国語） - ロゴヴィスタ製

### かつて販売していた製品
- ホームページ・ビルダー（V14まで） - V14までは日本IBM製、V11からV14まで日本IBMとの共業販売。
- Agree - 韓国Haansoft製プレゼンテーションソフト『Haansoft Slide』に、一太郎のインターフェイスに変更するなどの日本語ローカライズを施した製品（JUST Suiteにもこの製品が含まれている）。
- JUST Slide - 韓国Hancom（旧Haansoft）製プレゼンテーションソフト『Hanshow』に日本語ローカライズを施した製品（『一太郎 スーパープレミアム』にもこの製品が含まれている）
- JUST PDF（『2』まで） - PDF作成・編集・データ変換ソフト（機能ごとに開発元が異なる。これまでにもJustsystem PDF Suite（イギリスGlobal Graphics製）が存在した）
  - 作成・高度編集、作成・編集、作成 - ニュアンスコミュニケーションズジャパン製
  - データ変換 - クロスランゲージ製
  - 作成・データ変換 - 作成機能（ニュアンスコミュニケーションズジャパン製）とデータ変換機能（クロスランゲージ製）のセット
- 翻訳ブレイン・翻訳ブレイン 実用翻訳 - クロスランゲージ製
- Kaspersky Anti-Virus / Kaspersky Internet Security - ロシアZAO Kaspersky Lab製アンチウイルスソフト/インターネットセキュリティスイート。バージョン6から2011までの日本国内での販売・サポートを行った。
- MegaVi DV - デジタルビデオ編集ソフトウエア。DigiOn開発。
- Paragon Hard Disk Manager Suite・Paragon Partition Manager - パラゴンソフトウェア製
- アイデアマスター - 韓国UBITIZN製発想支援ソフト「Genieware ConceptMap」をベースに日本語化した製品
- 一発!OCR Pro - パナソニック ソリューションテクノロジー製OCRソフト「読取革命」のカスタマイズ版
- 家庭の医学 わが家のお医者さん - アスク製自己診断ソフト「家庭の医学 診断事典」の機能を限定した製品
- 家庭の医学 わかる!検査結果 - アスク製検査情報検索ソフト「家庭の医学 病院で受ける検査の事典」の機能を限定した製品
- カルキングJ - シンプレックス製数式作成・計算ソフト「カルキング」の機能を限定した製品
- くすり図鑑 - オフィス21製処方薬検索ソフト「くすり55検索」の機能を限定した製品
- 速攻!全国ゼンリン地図帳 - ゼンリン製「ゼンリン電子地図帳Zi」のカスタマイズ版

## 主な国内拠点
| 拠点名                                 | 所在地                                                    |
| -------------------------------------- | --------------------------------------------------------- |
| 東京本社（実際の本社機能）・東京営業所 | 東京都新宿区西新宿六丁目8番1号 住友不動産新宿オークタワー |
| 徳島本社（登記上の本店）               | 徳島県徳島市川内町平石若松108番地4                        |
| 仙台営業所                             | 宮城県仙台市青葉区中央3-2-23 野村不動産仙台青葉通ビル     |
| 名古屋営業所                           | 愛知県名古屋市中区錦1-11-11 名古屋インターシティ          |
| 大阪営業所                             | 大阪府大阪市北区大深町4-20 グランフロント大阪タワーA      |
| 福岡営業所                             | 福岡県福岡市博多区博多駅東2-6-1 九勧筑紫通ビル            |
| マリンピア沖洲物流センター             | 徳島県徳島市東沖洲2丁目53番地 共同港運沖洲物流センター    |
| 堀越物流センター                       | 静岡県袋井市堀越355-1 サンワNETS堀越物流センター          |
| 吉田物流センター                       | 静岡県榛原郡吉田町神戸1103-1 サンワNETS吉田物流センター   |